# 旧野﨑家住宅・野﨑家塩業歴史館
旧野﨑家住宅・野﨑家塩業歴史館（きゅうのざきけじゅうたく のざきけえんぎょうれきしかん）は、岡山県倉敷市児玉味野地区にある住宅・博物館である。
主屋など多数の建造物が重要文化財に指定されている。公益財団法人竜王会館が管理する。江戸時代後期に製塩業と新田開発で財を成した野﨑武左衛門が建築した邸宅である。博物館法の登録博物館になっている。